# Abraxas ceramensis
Abraxas ceramensis är en fjärilsart som beskrevs av Louis Beethoven Prout 1932. Abraxas ceramensis ingår i släktet Abraxas och familjen mätare. Inga underarter finns listade i Catalogue of Life.